# Cratere Tacchini
Tacchini è un cratere lunare di 42,58 km situato nella parte nord-orientale della faccia visibile della Luna.